# NGC 2022
NGC 2022 (другое обозначение — PK 196-10.1) — планетарная туманность в созвездии Орион.
Этот объект входит в число перечисленных в оригинальной редакции «Нового общего каталога».
NGC 2022 выглядит как вытянутый сфероид, окружённый почти сферической окружающей областью. Является планетарной туманностью на довольно ранней стадии эволюции.